# Acido cloroaurico
L'acido cloroaurico in formula HAuCl4 si produce tipicamente per ossidoriduzione dell'oro tramite acido cloridrico abbinato ad acido nitrico (acqua regia). Si trova in forma triidrata o tetraidrata. È anche detto acido tetracloroaurico
Ha un colore giallo-arancione ed è molto idrosolubile e abbastanza volatile. È un composto nocivo e corrosivo.
Il potenziale standard di riduzione della reazione
{\displaystyle {\ce {AuCl4- (aq) + 3e- <=> Au(s) + 4Cl-}}}
è +0.994 V, quindi in una soluzione acquosa di acido cloroaurico in elettrolisi si dissocia l'acqua perché ha potenziale di riduzione minore.
Viene utilizzato per formare soluzioni colloidali di oro e per raffinarlo.